# La vendetta di Spartacus
La vendetta di Spartacus è un film del 1964 diretto da Michele Lupo.